# Критерій Льюнга-Бокса
Критерій Льюнга-Бокса (англ. Ljung–Box test, на честь Джоржа Бокса та Ґретти Люнг) — це тип статистичного тесту, що використовується для тестування відмінності від нуля групи авторегресивних коефіцієнтів часового ряду.

## Означення критерію
Цей критерій є модифікацією Q-тесту Бокса-Пірса. Тестова статистика обчислюється за формуою:

{\displaystyle Q^{'}=n(n+2)\sum _{j=1}^{p}{\frac {r_{j}^{2}}{n-j}}}, де n-кількість спостережень. 
Вибіркові коефіцієнти автокореляції рівні:

{\displaystyle r_{j}={\frac {\sum _{t=j+1}^{n}e_{t}e_{t-j}}{\sum _{t=1}^{n}e_{t}^{2}}}}. 

Цей тест також має асимптотичний розподіл {\displaystyle \chi _{p}^{2}} для кінцевих вибірок, однак, розподіл {\displaystyle Q^{'}} ближче до {\displaystyle \chi _{p}^{2}} ніж Q, де: 
{\displaystyle Q=n\sum _{j=1}^{p}r_{j}^{2}} — Q-тест Бокса-Пірса.

## Додаток
Q-статистика Льюнга—Бокса теж має асимптотичний розподіл χ2, однак при малій кількості спостережень демонструє набагато кращу відповідність цьому асимптотичному розподілу, ніж статистика Бокса-Пірса.
Було показано, що критерій не втрачає своєї заможності навіть при невиконанні гіпотези про нормальність процесу. Потрібно лише, щоб дисперсія була скінченною.
Нульова гіпотеза в Q-Критерії полягає в тому, що ряд являє собою білий шум, тобто є чисто випадковим процесом. Використовується стандартна процедура перевірки: якщо розрахункове значення Q-статистики більше заданого квантиля розподілу χ2 , то нульова гіпотеза відкидається та визнається наявність автокореляції до m-го порядку в досліджуваному ряді.